# Dreaptă complexă
În matematică o dreaptă complexă este un subspațiu afin unidimensional al unui spațiu vectorial peste mulțimea numerelor complexe. O confuzie obișnuită este că în timp ce dreapta complexă are o dimensiune complexă, una peste {\displaystyle \mathbb {C} } (de aici și termenul de „dreaptă”) are dimensiunea 2 peste mulțimea numerelor reale {\displaystyle \mathbb {R} } și este topologic echivalentă cu planul real, nu cu dreapta reală.